# نمایش عمومی محبت: آلبوم
نمایش عمومی محبت: آلبوم (به انگلیسی: Public Displays of Affection: The Album) سومین آلبوم از خوانندهٔ آمریکایی مانی لانگ می‌باشد که در سال ۲۳ سپتامبر سال ۲۰۲۲ منتشر گردید.